# Phyllachora wrightiana
Phyllachora wrightiana är en svampart som beskrevs av Speg. 1924. Phyllachora wrightiana ingår i släktet Phyllachora och familjen Phyllachoraceae.   Inga underarter finns listade i Catalogue of Life.